# La Chapelle-Thireuil
La Chapelle-Thireuil era un comune francese di 444 abitanti situato nel dipartimento delle Deux-Sèvres nella regione della Nuova Aquitania.
Dal 1º gennaio 2019 è divenuto comune delegato del nuovo comune di Beugnon-Thireuil di cui è capoluogo.

## Società

### Evoluzione demografica
Abitanti censiti